# Dublin Mountains Way
Le Dublin Mountains Way (littéralement « chemin des montagnes de Dublin » ; en irlandais : Slí Sléibhte Bhaile Átha Cliath) est un sentier de randonnée pédestre de longue distance qui s'étend sur 52 kilomètres de longueur dans les montagnes de Dublin, en Irlande. Il débute à Shankill à l'est dans le comté de Dun Laoghaire-Rathdown pour se terminer à Tallaght à l'ouest dans le comté de Dublin Sud. Il est reconnu sentier balisé national (National Waymarked Trail) par l'Irish Sports Council (« conseil sportif irlandais »). Il est balisé avec des poteaux représentant un marcheur jaune et une flèche directionnelle. Les travaux sur le sentier ont débuté en 2008, la première section a été ouverte en juin 2009 et le parcours complet a été finalisé en octobre 2010.